# Jarkko Nieminen
Jarkko Nieminen, född 23 juli 1981 i Masku utanför Åbo, Finland, är en finländsk vänsterhänt professionell tennisspelare. 

## Tenniskarriären
Jarkko Nieminen blev professionell tennisspelare 2000 och är Finlands bästa tennisspelare någonsin. Han har som proffs fram till september 2008 vunnit en ATP-titel i singel men deltagit i sju singelfinaler. Nieminen var som bäst rankad på trettonde plats i singel (juli 2006) och som nummer 42 i dubbel (januari 2008). 
Som junior vann Nieminen juniorsingeln i US Open. Hans främsta meriter som professionell spelare fram till september 2008 är, förutom finalseger i Auckland, kvartsfinal i Grand Slam-turneringarna US Open (2005) och Wimbledonmästerskapen (2006). Nieminen har i olika turneringar besegrat bland andra Carlos Moya och Andre Agassi.
Nieminen har deltagit i det finska Davis Cup-laget perioden 1999–2007 och därvid spelat 44 matcher. Av dessa har han vunnit 31. 

## Singeltitlar påATP-touren
| '  | Datum | Turnering             | Underlag   | Finalmotståndare | Setsiffror |
| 1. | 2006  | Auckland, Nya Zeeland | Hard-court | Mario Ančić      | 6-2, 6-2   |
| 2. | 2012  | Sydney, Australien    | Hard-court | Julien Benneteau | 6-2, 7-5   |

## Utmärkelser
- Riddartecknet av Finlands Lejons orden,  6 december 2024[1]

[Redigera Wikidata]